# Тронтновиці
Тронтновиці (пол. Trątnowice) — село в Польщі, у гміні Сломники Краківського повіту Малопольського воєводства.
Населення — 251 особа (2011).
У 1975-1998 роках село належало до Краківського воєводства.

## Демографія
Демографічна структура станом на 31 березня 2011 року:
|          | Загалом | Допрацездатний вік | Працездатний вік | Постпрацездатний вік |
| -------- | ------- | ------------------ | ---------------- | -------------------- |
| Чоловіки | 133     | 24                 | 91               | 18                   |
| Жінки    | 118     | 24                 | 62               | 32                   |
| Разом    | 251     | 48                 | 153              | 50                   |